# Royal Boch

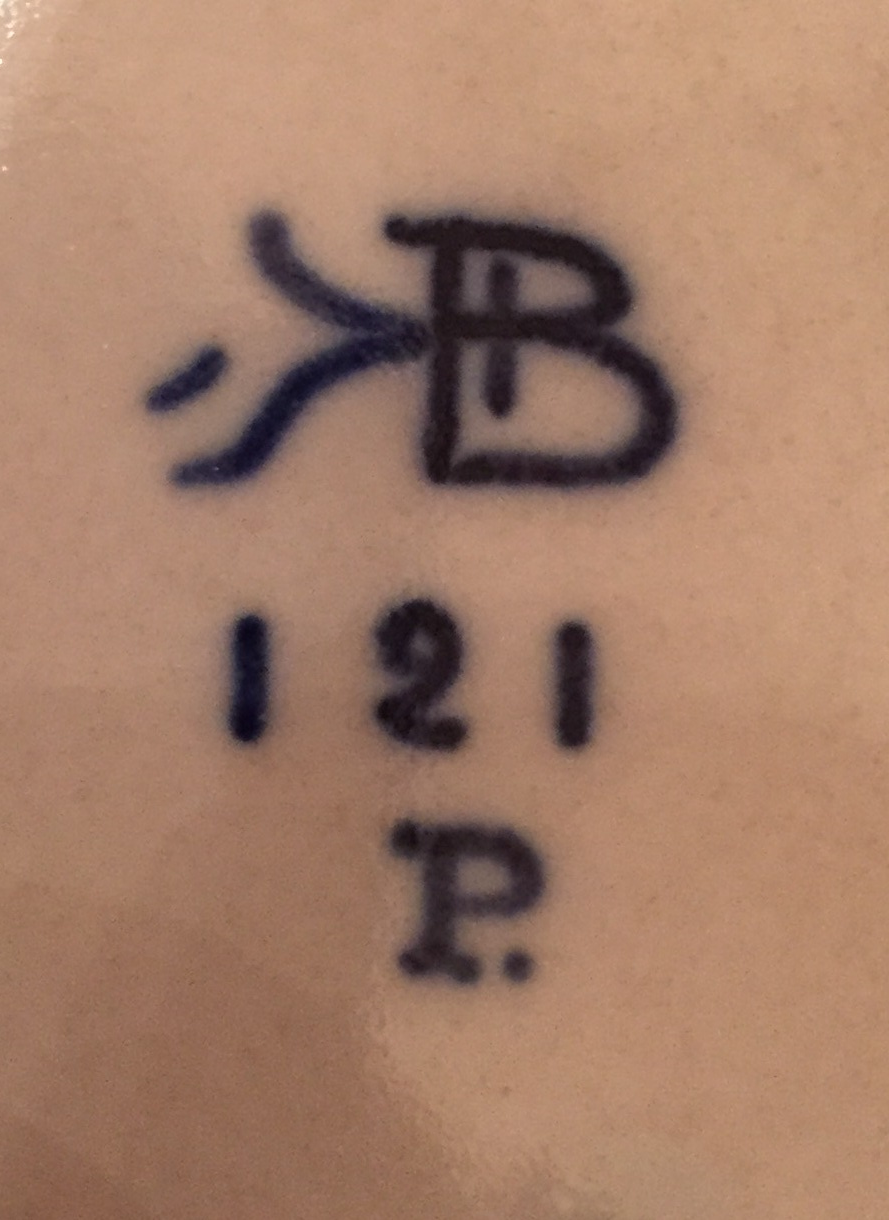
Merkteken van Royal Boch

Royal Boch was tot het faillissement in 2011 een Waalse aardewerkmanufactuur, waarschijnlijk de bekendste op Belgische bodem. Het bedrijf werd opgericht in 1841, kreeg in 1844 de naam Boch Frères S.N.C.. Het bedrijf produceert tevens keramische producten onder de merknaam (Boch) Keramis. Op de site bevindt zich sinds 2015 het Museum voor Keramiek Keramis.

## Geschiedenis
Het bedrijf werd gesticht in 1841 door de familie Boch, afstammelingen van de familie Boch uit het Franse Audun-le-Tiche, die daar in 1748 een keramiekbedrijf oprichtten dat later zou uitgroeien tot Villeroy & Boch.
Gedurende decennia ontfermde de familie Boch zich over de kwaliteit van de ontwerpen. Dankzij Anna Boch werden kunstenaars als Charles van der Stappen en Théo Van Rysselberghe betrokken bij de productie. De familie onderhield contacten met verschillende kunstenaars. Zo was Eugène Boch een goede vriend van Vincent van Gogh.
Daarnaast zette de familie zich ook in voor het welzijn van zijn medewerkers. Achter de fabriek werd een reeks huizen gebouwd voor de arbeiders. Om de solidariteit te vergroten werd ook de broederschap van Sint-Antonius van Padua opgericht. Vernoemd naar de patroonheilige van faïencewerkers. Daarnaast werd ook het onderwijs gefaciliteerd aan de hand van de oprichting van een eigen vakschool en huishoudschool. Voor vermaak en vrije tijd werd voorzien in de vorm van een koor en een eigen fanfare. Door al deze uitbreidingen ontstaat La Louvière een nieuwe stad rondom de fabriek. De naam van de stad alludeert op Louve (wolvin in het Frans), alsook het officiële symbool voor de manufactuur Boch Keramis. 
In 2009 verschenen er berichten in de pers omtrent de sluiting van de bekende hofleverancier. Er werd een overnemer gevonden. Eind 2010 moest de overnemer echter verschijnen voor de handelsrechtbank van Bergen. Hij werd beschuldigd van gesjoemel en het niet nakomen van de engagementen die hij aanging tegenover het Waals Gewest.. In 2011 werd het faillissement uitgesproken.

## Artistieke waarde
Oude stukken in art deco, art nouveau en jugendstil zijn zeer begeerd bij verzamelaars door hun fijne kwaliteit.
In 1999 werd de Collectie Catteau, een verzameling van achthonderd vazen, gedoneerd aan de Koning Boudewijnstichting. Deze verzameling bestaat voor een groot deel uit vazen van de Manufactuur Boch. Op de site werd in 2015 het Museum van Keramiek Keramis geopend. 